# 원색

빛의 삼원색 (가산혼합)

색의 삼원색 (감산혼합)

원색(原色)은 색을 혼합하여 모든 종류의 색을 만들 수 있는, 서로 독립적인 색을 말한다. 서로 독립적인 색이란, 예를 들어 원색이 세 개의 경우, 둘을 혼합해도 남는 셋째의 색을 만들 수 없다고 하는 의미이다.
인류의 눈에 있어서 원색은 세 가지 색상 조합인 것이 많다. 예를 들어 텔레비전 모니터나 조명 등에서, 다른 색의 불빛을 겹쳐 새로운 색을 만드는 가산혼합의 삼원색은, 통상 빨강·초록·파랑의 삼색이다. 또, 그림물감을 혼합하거나 칼라 인쇄로 색 잉크를 병설할 경우에 행해지는 감산혼합의 경우의 삼원색은, 시안, 마젠타·노랑의 삼색이다.

## 삼원색
| 색 이름 | 웹 색상 |
| ------- | ------- |
| 빨강    | #FF0000 |
| 초록    | #00FF00 |
| 파랑    | #0000FF |

| 색 이름 | 웹 색상 |
| ------- | ------- |
| 시안    | #00FFFF |
| 마젠타  | #FF00FF |
| 노랑    | #FFFF00 |

## 색의 혼합
아래의 표와 같이 RGB 가산혼합의 삼원색 가운데 두색을 혼합하면 CMYK 감산혼합의 삼원색 가운데 하나가 된다. 반대의 경우도 마찬가지다. RGB 가산혼합과 CMYK 감산혼합의 삼원색은 서로 보색 관계에 있다.
| 색 이름 | 혼합된 색          | RGB 수치 |
| ------- | ------------------ | -------- |
| 검정    | 없음               | #000000  |
| 빨강    | 빨강               | #FF0000  |
| 노랑    | 빨강 + 초록        | #FFFF00  |
| 초록    | 초록               | #00FF00  |
| 하늘색  | 초록 + 파랑        | #00FFFF  |
| 파랑    | 파랑               | #0000FF  |
| 핑크색  | 파랑 + 빨강        | #FF00FF  |
| 하양    | 빨강 + 초록 + 파랑 | #FFFFFF  |

- 색의 혼합을 통해 여러 가지 다른 색을 만들 수 있는 세 가지 색을 말한다. 가산혼합의 3원색은 빨강(Red), 초록(Green), 파랑(Blue)이며, 감산혼합의 3원색은 시안(Cyan), 마젠타(Magenta), 옐로(Yellow)이다. 다음 그림과 같이 시안과 마젠타의 색을 섞으면 파랑(Blue), 마젠타와 옐로를 섞으면 빨강(Red), 시안과 옐로를 섞으면 초록(Green)이 나타난다. 시안, 마젠타, 옐로를 모두 섞으면 검정(Black)이 나타난다. 시안, 마젠타, 옐로의 3원색을 여러 가지 비율로 섞으면 모든 색상을 만들 수 있는데, 반대로 다른  색상을 섞어서는 이 3원색을 만들 수 없다. 따라서 이 3원색을 1차색이라고 하며,   이를 섞어서 만들 수 있는 색은 2차색이라고 한다. 색은 감산혼합으로 혼합하는   색의 수가 많을수록 명도가 낮아지는데, 이는 색을 혼합할수록 그만큼 빛의 양이   줄어서 어두워지기 때문이다. 반면에 빛은 가산혼합으로 겹치는 빛의 수가 많을수록   명도가 높아진다

| 색 이름 | 혼합된 색            | CMYK 수치                        |
| ------- | -------------------- | -------------------------------- |
| 하양    | 없음                 | (0,0,0,0)                        |
| 하늘색  | 시안                 | (100,0,0,0)                      |
| 파랑    | 시안 + 마젠타        | (100,100,0,0)                    |
| 핑크색  | 마젠타               | (0,100,0,0)                      |
| 빨강    | 마젠타 + 노랑        | (0,100,100,0)                    |
| 노랑    | 노랑                 | (0,0,100,0)                      |
| 초록    | 노랑 + 시안          | (100,0,100,0)                    |
| 검정    | 시안 + 마젠타 + 노랑 | (100,100,100,0) 또는 (0,0,0,100) |

- 감산혼합의 삼원색 시안, 마젠타, 노랑은 영어 이름인 시안(Cyan), 마젠타(Magenta), 옐로(Yellow)가 더 일반적으로 쓰인다.
- 시안, 마젠타, 노랑 대신 단순히 파랑, 빨강, 노랑이라고 하는 경우도 있다. 이 경우에는 색을 혼합하면 파랑+빨강=보라, 빨강+노랑=주황, 파랑+노랑=녹색이 된다.

## 같이 보기
- 색채 지각
- RGB